# Claus Hammer
Claus Hammer (født 1542 i Landskrone, død 1585) var en dansk professor.
Hammer blev i en ung alder 1564 professor ved Københavns Universitet, først i retorik, siden i græsk derefter i dialektik. Desuden var han 1564-80 universitetets bibliotekar. Rektorværdigheden beklædte han 1580-81, efter at han tidligere et par gange havde undslået sig for denne ærespost. Da han ønskede at blive professor i medicin, tog han 1584 uden sine kollegers samtykke doktorgraden i Marburg. Men herved beredte han sig selv store ubehageligheder, da det betragtedes som en krænkelse for Københavns Universitet, at han havde søgt graden udenlands. Han måtte opgive lærestolen i dialektik og atter nøjes med at være lærer i græsk. Denne degradation synes han ikke at have kunnet bære. Ikke længe efter rejste han til Skåne og tog ind hos en tidligere kollega, der nu var præst i Lyngby. Kort efter hans ankomst her til fandt man ham druknet i præstegårdens brønd, 16. maj 1585. Han var 2 gange gift, første gang med en datter af Niels Hemmingsen, med hvem han havde 2 sønner, deriblandt Niels Hammer.